# Thesium rasum
Thesium rasum là một loài thực vật có hoa trong họ Santalaceae. Loài này được N.E. Br. miêu tả khoa học đầu tiên.